# Rubén Moreno Palanques
Rubén Moreno Palanques, né le 23 juillet 1958, est un homme politique espagnol membre du Parti populaire (PP).
Il est élu député de la circonscription de Valence lors des élections générales de novembre 2011.

## Biographie

### Profession
Il est docteur en médecine et a occupé diverses responsabilités dans ce domaine. 

### Carrière politique
Il a occupé diverses fonctions à la Généralité valencienne en matière de santé et d'accès aux soins.
Le 20 novembre 2011, il est élu député pour Valence au Congrès des députés et réélu en 2015 et 2016.